# Jake Stormoen
Jake Stormoen (se prononce "Stormon") né Jacob Leif Stormoen est un acteur américain né le 20 juillet 1988 à Minneapolis, Minnesota.
Il est surtout connu au cinéma pour son rôle de Dagen dans la pentalogie de films Mythica et à la télévision pour son rôle du Capitaine Garret Spears dans la série d'aventures fantastique The Outpost.

## Biographie et carrière
Jake Stormoen est né à Minneapolis, Minnesota, de parents d'origine norvégienne. Il a grandi à Minneapolis avec sa sœur cadette, Ana.
Après son diplôme du lycée, il part pour l'Université de Toowoomba au sud-est du Queensland, en Australie, ou il obtient un Brevet d'Arts et Sciences en médias créatifs. Après avoir été serveur pendant 6 mois, il retourne en Californie, à Los Angeles afin de poursuivre une carrière d'acteur.
Jake Stormoen est ami de longue date avec Kristian Nairn, connu pour le rôle de Hodor dans Game of Thrones, ils se sont connus en ligne en jouant à World of Warcraft à l'époque du lycée, et ont plus tard tourné ensemble dans le film The Appearance en 2018.
Jake Stormoen a remporté le prix du Meilleur second rôle masculin au Festival du Film de l'Utah de 2015 pour sa performance en tant que Airk dans le film fantastique Dragon: Les Aventuriers du Royaume de Dramis (en) (2014). En plus d'être acteur, il a également travaillé en tant qu'écrivain et producteur associé dans quelques courts métrages.
Il obtient son premier rôle majeur en 2014 dans la pentalogie d'aventures fantastiques Mythica de la société Arrowstorm ou il interprète Dagen, un demi-elfe, au cours des 5 films composant la saga. Il apprécie de travailler pour cette société, spécialisée dans les productions d'heroic fantasy et de science-fiction, étant lui-même passionné de longue date par les thèmes du fantastique, de la science-fiction et de l'heroic-fantasy.
Il est par ailleurs connu dans le milieu du jeu vidéo, particulièrement pour le jeu The Elder Scrolls Online. Il est  également le créateur d'une collection de dés multifaces de jeux de rôles, appelée Storm Forged Dice en partenariat avec la compagnie Die Hard Dice, fabricant de dés de jeux de rôles.
En 2018, Jake Stormoen obtient son premier rôle important à la télévision dans la série d'aventures fantastique The Outpost de la chaîne The CW Television Network, aux côtés de l'actrice australienne Jessica Green, ou il interprète le Capitaine Garret Spears. La série connaît un certain succès et obtient une saison 2, puis une saison 3 qui est prolongée de 13 épisodes constituant la saison 4 à Belgrade en Serbie. Cette saison devient la dernière après l'annulation de la série le 16 septembre. Toutefois, une vraie fin ayant été prévue, la série se termine sur un "happy ending" et clôt la majorité de ses intrigues. 
Parallèlement, Jake continue de jouer divers rôles dans des films et téléfilms et s'occupe parallèlement de sa collection de dés. Il écrit et produit toujours et a d'ailleurs co-écrit et co-produit le film Love, lost and found, sorti en 2021, avec sa co-star des films Mythica, Melanie Stone.
Souhaitant toujours plus étendre ses activités et performances, Jake a participé au doublage de plusieurs personnages de la nouvelle extension du jeu The Elder Scrolls Online : Blackwood, sortie le 1er juin 2021.
Chaque semaine, Jake fait du streaming sur sa chaine Twitch, sur ses jeux préférés, dont The Elder Scrolls Online , ou sa communauté de fans se retrouve et peut échanger avec lui sur son actualité ou celles des jeux auxquels il joue, tout en continuant de jouer dans diverses productions et en participant à des castings pour de nouvelles séries tv.

## Filmographie

### Cinéma et courts métrages
- 2008 : Sexy Dance 2 (Step Up 2) de Jon Chu : Dan
- 2012 : Mood (court métrage) : Michael
- 2013 : Compossibility Theory (court métrage) : Stan
- 2014 : Mythica : La Genèse : Dagen
- 2014 : Mochila: A Pony Express Adventure (court métrage) : Sherif
- 2014 : Dragon: Les Aventuriers du Royaume de Dramis : Airk
- 2015 : Mythica : La Pierre de pouvoir : Dagen
- 2015 : Mythica : La Nécromancienne : Dagen
- 2015 : Miracle Maker : Thomas Keatin
- 2015 : War Pigs : Frenchy
- 2016 : Be My Frankenstein (court métrage) : Charles
- 2016 : Mythica : La Couronne de fer : Dagen
- 2016 : Mythica : Le Crépuscule des dieux : Dagen
- 2016 : Kiss the Devil in the Dark (court métrage) : Edgar
- 2016 : Grace Note (court métrage) : Dominic
- 2016 : Triple Wong Dare You (court métrage) : Hot Tod
- 2016 : Nocturne : Gabe
- 2016 : Cyborg X : Lieutenant Wizkowski (Wiz)
- 2018 : Thea Appearance : Mateho
- 2019 : Phoenix Blue (court métrage) : Jason
- 2020 : Bookworm and the Beast : Grant Beiste
- 2020 : Her Deadly Reflections : Logan
- 2021 : No Greater Courage, No Greater Love : Flight Lieutenant William Lacey

### Télévision

#### Séries
- 2012 : Lucky Days : Alfred (1 épisode)
- 2012 : My Gimpy Life : le serveur (1 épisode)
- 2013 : Zombie Break Room : Joey (1 épisode)
- 2015 : Pen & Paper & Laser Guns : Zac (épisodes 1 et 2)
- 2017 : Relationship Status (1 épisode)
- 2017 : Extinct : Duncan (9 épisodes)
- 2018 - 2021 : The Outpost : Capitaine Garret Spears (49 épisodes)

#### Téléfilms
- 2018 :  Christmas Wonderland  : Matt Sampson
- 2018 : Devil's Got My Back : le technicien
- 2021 : Love, Lost & Found : Joey Bufalino

#### Vidéos
- (2006)  Deadbolt  (Vidéo) : Ethan Banks
- (2007)  Absolute  (Vidéo) : Brandon Woods
- (2017)  Carthage  (Vidéo) : Dan Jones